# Мясникиани
Мясникиани (груз. მიასნიკიანი, арм. Մյասնիկյան) — село в Грузии, на территории Ахалкалакского муниципалитета края (мхаре) Самцхе-Джавахети.

## География
Село находится в южной части Грузии, в пределах Ахалкалакского плоскогорья, на расстоянии приблизительно 16 километров (по прямой) к юго-западу от города Ахалкалаки, административного центра муниципалитета. Абсолютная высота — 1858 метров над уровнем моря.

## Население
По результатам официальной переписи населения 2014 года, в Мясникиани проживало 100 человек (55 мужчин и 45 женщин). В национальной структуре населения армяне составляли 100 %.
| Год  | Население, человек |
| ---- | ------------------ |
| 2002 | 139                |
| 2014 | ↘ 100              |